# Montaña San Miguel
La Montaña San Miguel es una montaña ubicada en el condado de San Diego, California.  La Montaña San Miguel se alza a una altitud de 2,559 pies (779.98 metros) sobre el nivel del mar. En el lado oeste se encuentra la Ruta Estatal de California 54, al norte por la Ruta Estatal de California 94 y en el lado sur la carretera de peje la Ruta Estatal de California 125, justo a orillas de la Reserva Sweetwater o conocido como Sweetwater County Park Summit Site. Entre las comunidades más cercanas son La Presa, Spring Valley y Otay Ranch.